# 內屏
內屏是中国古代星官名，属三垣之中的太微垣。內屏是古代諸侯宅第在大門內作为屏障的竹小墙，这里指五帝座的屏障。內屏星官由四颗星组成，在现在通用的88星座中属于室女座。

## 內屏四星
- 內屏一，室女座ξ，视星等4.95
- 內屏二，室女座ν，视星等4.03
- 內屏三，室女座π，视星等4.66
- 內屏四，室女座ο，视星等4.12

## 內屏增六星
清钦天监1752年编成《仪象考成》星表，內屏增加了6颗肉眼可见的星。
- 内屏增一，室女座ω，视星等5.47
- 内屏增二，室女座4，视星等5.22
- 内屏增三，室女座6，视星等5.62
- 内屏增四，室女座12，视星等5.81
- 内屏增五，室女座11，视星等5.74
- 内屏增六，室女座7，视星等5.24

## 古書記載
- 《晉書‧天文志》：「屏四星，在端門之內，近右執法，屏所以壅蔽帝庭也。」